# Collegio uninominale Lazio 2 - 02 (2017)
Il collegio elettorale uninominale Lazio 2 - 02 è stato un collegio elettorale uninominale della Repubblica Italiana per l'elezione della Camera dei deputati tra il 2017 ed il 2022.

## Territorio
Come previsto dalla legge elettorale italiana del 2017, il collegio era stato definito tramite decreto legislativo all'interno della circoscrizione Lazio 2.
Era formato dal territorio di 22 comuni: Allumiere, Anguillara Sabazia, Bracciano, Campagnano di Roma, Canale Monterano, Canino, Castelnuovo di Porto, Cerveteri, Civitavecchia, Formello, Ladispoli, Magliano Romano, Manziana, Mazzano Romano, Montalto di Castro, Morlupo, Riano, Sacrofano, Santa Marinella, Tarquinia, Tolfa e Trevignano Romano.
Il collegio era quindi compreso tra la città metropolitana di Roma Capitale e la provincia di Viterbo ed rts parte del collegio plurinominale Lazio 2 - 01.

## Eletti
| Elezione | Elezione | Deputato                | Partito      |
| -------- | -------- | ----------------------- | ------------ |
|          | 2018     | Alessandro Battilocchio | Forza Italia |

## Dati elettorali

### XVIII legislatura
Come previsto dalla legge elettorale, 232 deputati erano eletti con sistema a maggioranza relativa in altrettanti collegi uninominali a turno unico.
| Candidati              | Candidati                         | Voti    | %     | Liste                                | Voti    | %     |
| ---------------------- | --------------------------------- | ------- | ----- | ------------------------------------ | ------- | ----- |
|                        | Alessandro Battilocchio ✔️ Eletto | 63 411  | 39,94 | Lega                                 | 26 057  | 16,41 |
| Forza Italia           | Alessandro Battilocchio ✔️ Eletto | 63 411  | 39,94 | 23 910                               | 15,06   |       |
| Fratelli d'Italia      | Alessandro Battilocchio ✔️ Eletto | 63 411  | 39,94 | 11 998                               | 7,56    |       |
| Noi con l'Italia - UDC | Alessandro Battilocchio ✔️ Eletto | 63 411  | 39,94 | 1 446                                | 0,91    |       |
|                        | Paolo Mastrandrea                 | 52 283  | 32,93 | Movimento 5 Stelle                   | 52 283  | 32,93 |
|                        | Emma Fattorini                    | 30 898  | 19,46 | Partito Democratico                  | 26 117  | 16,45 |
| +Europa                | Emma Fattorini                    | 30 898  | 19,46 | 3 828                                | 2,41    |       |
| Civica Popolare        | Emma Fattorini                    | 30 898  | 19,46 | 502                                  | 0,32    |       |
| Italia Europa Insieme  | Emma Fattorini                    | 30 898  | 19,46 | 451                                  | 0,28    |       |
|                        | Giuliano Sdanghi                  | 4 630   | 2,92  | Liberi e Uguali                      | 4 630   | 2,92  |
|                        | Grazia Bernardi                   | 2 808   | 1,77  | CasaPound                            | 2 808   | 1,77  |
|                        | Germano Di Francesco              | 2 331   | 1,47  | Potere al Popolo!                    | 2 331   | 1,47  |
|                        | Sergio Santacecilia               | 894     | 0,56  | Partito Comunista                    | 894     | 0,56  |
|                        | Alessandro Lorenzini              | 785     | 0,49  | Il Popolo della Famiglia             | 785     | 0,49  |
|                        | Paolo Feole                       | 401     | 0,25  | Italia agli Italiani                 | 401     | 0,25  |
|                        | Luca Climati                      | 186     | 0,12  | Lista del Popolo per la Costituzione | 186     | 0,12  |
|                        | Romeo Mostarda                    | 134     | 0,08  | Per una Sinistra Rivoluzionaria      | 134     | 0,08  |
| Totale                 | Totale                            | 158 761 | 100   |                                      | 158 761 | 100   |
|                        |                                   |         |       |                                      |         |       |
| Voti non validi        | Voti non validi                   | 4 768   | 2,92  |                                      |         |       |
| Votanti                | Votanti                           | 163 529 | 70,55 |                                      |         |       |
| Elettori               | Elettori                          | 231 798 |       |                                      |         |       |